# Entoleuca
Entoleuca Syd. – rodzaj grzybów z rodziny próchnilcowatych (Xylariaceae).

## Systematyka i nazewnictwo
Pozycja w klasyfikacji według Index Fungorum
Xylariaceae, Xylariales, Xylariomycetidae, Sordariomycetes, Pezizomycotina, Ascomycota, Fungi.

## Gatunki
- Entoleuca callimorpha Syd. 1922
- Entoleuca ellisii Y.M. Ju, J.D. Rogers & H.M. Hsieh 2004
- Entoleuca mammata (Wahlenb.) J.D. Rogers & Y.M. Ju 1996

Nazwy naukowe na podstawie Index Fungorum.
W Polsce występuje Entoleuca mammata.